# La lunga notte dell'orrore
La lunga notte dell'orrore (The Plague of the Zombies) è un film del 1966 diretto da John Gilling.

## Trama
Un medico e un professore investigano sulle misteriose sparizioni di cadaveri che avvengono nel cimitero di un paese della Cornovaglia, dove incontreranno magia nera, vudù, misteri e morti che tornano in vita.